# Тит Помпоний
Тит Помпоний (на латински: Titus Pomponius) e римски конник.
Произлиза от фамилията Помпонии, която води началото си от втория цар на Рим Нума Помпилий. В къщата си на Виа Апия имал отлична библиотека и рибни предприятия в Кадис в Испания и в Илирия.
Женен е за Цецилия Метела (* 130 – 50 пр.н.е.), която е дъщеря на Цецилий Метел (* ок. 160 пр.н.е.) и сестра на Квинт Цецилий Метел. Баща е на Тит Помпоний Атик и на Помпония, която се омъжва около 70 пр.н.е. за Квинт Тулий Цицерон (102– 43 пр.н.е.), по-малкият брат на оратора Цицерон.
Дядо е на Помпония Цецилия Атика, първата съпруга на Марк Випсаний Агрипа.